# Love Motel
Love Motel est un groupe suisse de rock électronique. 
Le groupe a participé à l'édition 2008 des Eurockéennes. La musique de Love Motel est autant influencée autant par les sonorités rock que par la black-music chaude et dansante ou les bandes-son de road movies.[réf. nécessaire]
Le projet musical de Love Motel a débuté en 1996 sous l'initiative du Genevois Jean-Pierre Kazemi. C'est accompagné de son sampler qu'il débarque à New York la même année afin de collaborer avec de nombreux artistes. Il revient à Genève et sort un premier CD de trois titres en 1997. Un des titres (Room 2) est sélectionné pour figurer sur la compilation Hosomaki Mix (Vol. 1). En 2003 sort le premier album sous le nom d'artiste Love Motel, le disque Après Le Paradis sur le label parisien Intoxygène qui mélange l'electro et la house tout en conservant des guitares saturées plus Rock. Ce disque sera l'objet d'articles dans Trax le quotidien suisse Le Temps ou  Rolling Stone.[réf. nécessaire]
En 2007, il signe avec le Label genevois Poor Records et sort le second album Mind The Void. Cet album est diffusé en Suisse mais aussi en Europe ou aux États-Unis. Le titre Dial God (États-Unis) est repérage sur la radio suisse Couleur 3. Love Motel est invité à se produire dans des festivals tels que les Eurockéennes de Belfort, le Montreux Jazz Festival, le Paleo Festival, Popkomm (Berlin), Pop Festival (Cologne), Lethargy Festival et M4Music (Zurich), le Gurtenfestival (Berne) ou encore le Festival Electron (Genève). 
Il participe également à la production ou à des remixs pour d'autres groupes suisses tels que LuLúxpo, Solange la Frange, Water Lilly ou Kid chocolat. Il fait une reprise du titre Les filles du Limatquai sur la compilation I möchte ein Eicher sein.
En 2008 le Festival de la Bâtie à Genève lui propose de réinterpréter l'album Histoire de Melody Nelson de Serge Gainsbourg. Pour cela Love Motel s'entoure d'un quatuor à cordes, du guitariste Alexis Trembley et du collectif Motiongraphics.ch qui sera chargé de toute la partie visuelle du spectacle. Le spectacle est joué à l'Alhambra de Genève et repris deux fois lors du Festival Label Suisse à Lausanne et lors d'une soirée à Couleur 3 autour de Serge Gainsbourg.[réf. nécessaire]
Le 18 avril 2011 sort son troisième album We are You toujours avec Poor Records. Plus dansant et électro sans pour autant renier les guitares rock, certains titres abordent des thématiques sécuritaires comme We Are You qui dénonce une société dans laquelle nous sommes de plus en plus épiés et contrôlés par les outils technologiques. 
Love Motel choisit de travailler à nouveau avec le label parisien Intoxygène pour sortir son 4e album intitulé The Perfect Male qui comprend 12 titres et qui est sorti en 2018. Avec un son plus rock que le précédent, cet album tente de questionner internet qui est devenu un miroir - fascinant et à la fois terrifiant - de notre société. Le web, c’est le Black Hole Mirror (en VO dans le refrain du titre Gossip Nation) qui « reflète notre grâce et notre beauté » chante ironiquement Love Motel qui dénonce par ce titre la violence des médias people à l’égard des célébrités traquées et jetées en pâture au quotidien et en temps réel sur internet. 
Les paroles de New Jersey Girl sont d’ailleurs un copier-coller de propos échangés sur les plateformes en ligne et les réseaux sociaux à propos des Italo-Américaines plus connues sous le nom de Guidettes. La chanson trouve son origine dans sa stupéfaction éprouvée face au show de téléréalité Bienvenue à Jersey Shore. Les filles du New Jersey, coupables de vivre en province à deux heures de route de la mégapole, y étaient présentées de manière très stéréotypée par l’émission et par la caisse de résonance qu’en donnait le Web. « L'émission, critiquée pour l'image négative qu'elle a pu renvoyer à la fois de Jersey Shore et des Italo-Américains du New Jersey, a été l'objet de nombreux débats et controverses aux États-Unis ». Pour illustrer son propos, Love Motel a créé le projet The Jersey Incident. Il a réalisé deux clips, un pour le titre New Jersey Girl et l’autre pour un remix du même titre produit par le musicien Kid chocolat. Dans ce dytique, Love Motel met en perspective des images de femmes qui ont été tournées aujourd’hui et il y a plus de 70 ans en insistant sur le fait que si dans les années 1950, les hommes tenaient la caméra et maitrisaient l’ensemble de la production des images, aujourd’hui, les nouvelles technologies ont totalement inversé ce rapport à la production d’images. Les femmes se filment elles-mêmes avec un simple Smartphone. Elles ont la maitrise de leur image et sont entièrement autonomes dans l’utilisation qu’elles en font. 
Deux autres clips sont également produits pour ce nouvel album. Le premier sur le titre Supernova qui est un hommage à Amy Winehouse et dont le clip a été réalisé par l’artiste new yorkais Dustin Grella. Le second sur le titre The Perfect Male qui est un clip en noir et blanc tourné à l’Hôtel Beau Rivage de Genève. Réalisé et monté par Love Motel, ce clip est un hommage au film d’Alain Resnais L'Année dernière à Marienbad dont il reprend l’esthétique et la structure narrative autour d’un trio formé par une femme, son mari et un hypothétique amant supposément rencontré à Marienbad l’année précédente.  

## Discographie
| 1.  | Another Night                  | 04:15 |
| 2.  | Très Fort                      | 04:08 |
| 3.  | Flesh                          | 04:47 |
| 4.  | She Escaped Xanadu             | 06:26 |
| 5.  | 200 Love Motels                | 03:20 |
| 6.  | Loser                          | 04:11 |
| 7.  | My Love is strong for U (Baby) | 04:00 |
| 8.  | Essentielle ?                  | 03:59 |
| 9.  | When Life was Easy             | 06:08 |
| 10. | Après le Paradis               | 04:22 |
| 11. | Mai 98 - GVA                   | 02:54 |
| 12. | Another Night (deep metal mix) | 07:47 |

| 1.  | Cosmic Love      | 03:29 |
| 2.  | Je Pleure        | 03:21 |
| 3.  | Dial God (USA)   | 03:22 |
| 4.  | Nasty            | 03:49 |
| 5.  | Nothing Hurts    | 06:00 |
| 6.  | A City           | 05:59 |
| 7.  | Lucky Day        | 03:37 |
| 8.  | L'Enfer          | 03:54 |
| 9.  | 21st Century Boy | 04:06 |
| 10. | Mind the Void    | 04:44 |
| 11. | Soft             | 03:38 |
| 12. | Square Gardens   | 06:45 |

| 1.  | We are You             | 07:26 |
| 2.  | Grand Jury             | 03:41 |
| 3.  | Devis' Road            | 03:37 |
| 4.  | Ephemeral Superstar    | 04:20 |
| 5.  | D.I.R.T.Y.             | 04:02 |
| 6.  | Neda (never die again) | 05:33 |
| 7.  | The Suite              | 04:31 |
| 8.  | Prick                  | 03:50 |
| 9.  | A Nation               | 03:46 |
| 10. | Un peu de Toi          | 05:35 |